# 24 Stundir
24 Stundir, antes chamado Blaðið (em português:24 Horas) era um jornal diário islandês, então considerado o 3º maior do país.
Foi fundado em 2005, porém com a crise financeira no país, o jornal encerra suas atividades, no dia 10 de outubro de 2008.